# Fünftausend Köpfe. Wer war was im Dritten Reich
Fünftausend Köpfe. Wer war was im Dritten Reich ist ein biographisches Nachschlagewerk zum Nationalsozialismus, das von dem deutschen Polizeibeamten Erich Stockhorst verfasst wurde. 

## Inhalt
Das Buch legt auf 461 Seiten ohne Anspruch auf Vollständigkeit stichpunktartig „rund 5000 Kurzbiographien“ des Personenkreises vor, „der die Epoche des Dritten Reiches bestimmt hat“. Es erschien erstmals 1967 im „blick + bild Verlag S. Kappe KG“ des Verlegers Siegfried Kappe-Hardenberg in Velbert. Drei unveränderte Nachdrucke erschienen seit 1985 im rechtsextremistischen Arndt-Verlag unter dem Titel 5000 Köpfe. Wer war was im 3. Reich. Alle Verlagsorte und Verleger hatten/haben profiliert apologetische, revisionistische Literatur zum Nationalsozialismus in ihrem Programm.
Im Vorwort gibt der Autor an, er habe für die Biografien „ausschließlich“ Dokumente aus der Zeit des Nationalsozialismus verwendet, darunter das „Organisationsbuch der NSDAP“ und das „Nationalsozialistische Jahrbuch“. Des Weiteren seien auch die als Beweismittel für den Internationalen Militärgerichtshof zur Urteilsfindung genutzten NS-Dokumente ausgewertet worden, die in der 42 Bände umfassenden Blauen Serie zusammengefasst sind. In den biografischen Artikeln selbst sind keine Belege angegeben. Stockhorst schreibt, er wolle mit seiner Schrift weder „diffamieren noch verherrlichen“, sondern „registrieren“. Er weist in diesem Zusammenhang darauf hin, dass „eine Bewertung von Handlungen weder beabsichtigt“ sei, „noch die als Quellen benutzen Unterlagen eine solche“ zuließen. Dem Vorwort folgen fünfzehn Seiten mit Organisationsschemata der NSDAP, die samt dazugehöriger Legenden aus dem Organisationsbuch der NSDAP von 1937 stammen. Für „dokumentarisch belegte“ Korrekturen der Kurzbiografien durch die Leser sei ein Nachtrag oder eine Neuauflage vorgesehen.
Seit dem Erscheinen der 5000 Köpfe im Jahr 1967 sind andere biographische Nachschlagewerke zum Nationalsozialismus auf den Markt gekommen, die wesentlich fundierter sind: Robert Wistrich legte 1982 das Buch Who's Who in Nazi Germany (auf Deutsch München 1983, in Überarbeitung und Erweiterung durch Hermann Weiß als: „Wer war wer im Dritten Reich. Anhänger, Mitläufer, Gegner aus Wirtschaft, Militär, Kunst und Wissenschaft“) vor. Weiß ließ 1998, in Abgrenzung zu seiner Arbeit an Wistrichs Buch, ein eigenes Biographisches Lexikon zum Dritten Reich folgen, das 500 Einträge enthält. 2003 veröffentlichte Ernst Klee sein Personenlexikon zum Dritten Reich, das seither mehrfach wieder aufgelegt wurde und 4300 Personen verzeichnet.

## Rezeption
Im Rezensionsteil der Zeitschrift Bücherei und Bildung (BuB) erschien 1968 eine Besprechung des BuB-Chefredakteurs Hans Harald Breddin, der das Werk als „dilettantische Hochstapelei“ bezeichnet. Er bemängelt das Fehlen zahlreicher wichtiger Persönlichkeiten und zeigt anhand von Stichproben auf, dass enthaltene Informationen oft nicht stimmen. Breddin resümiert: „Auch wenn man gelegentlich einmal neue – hoffentlich richtige – Informationen entdeckt, gehört das Buch trotzdem in den Papierkorb“.
In der Zeitschrift für Geschichtswissenschaft, der wichtigsten geschichtswissenschaftlichen Fachzeitschrift der DDR, bescheinigte Gerhard Becker dem Autor 1968, „gründliche Arbeit geleistet und ein nützliches Nachschlagewerk geschaffen“ zu haben. Becker sieht das Werk als einen gewissen Ersatz für das in der Bundesrepublik beschlagnahmte Braunbuch der DDR und bemängelt, dass die Biographien nicht über das Jahr 1945 hinausgingen. Auch bezüglich der Auswahl der enthaltenen Personen („ziemliche Lücken bei der Aufzählung der Mörder-Generale und Ribbentrop-Diplomaten“) übt er Kritik. Der Rezensent hält den im Buch mit einem Eintrag versehenen und zur Zeit der Veröffentlichung des Buches  Regierenden Bürgermeister von Westberlin, Heinrich Albertz, für einen „einigermaßen bedeutungslosen Pastor“ und hätte stattdessen lieber Kurt Georg Kiesinger und Heinrich Lübke verzeichnet gesehen.
Auch eine Rezension in der Zeitschrift für Geopolitik aus dem Jahr 1968 bedauerte, dass der Autor nur wenige Persönlichkeiten der zeitgenössischen Bundesrepublik unter die Lupe nehme. So hätte Stockhorst nach Meinung des Rezensenten Willy Brandt und Heinrich Lübke ruhig aufnehmen können: „Die Toten sind vollzähliger vertreten als die Lebenden, deren Vorleben interessieren könnte.“ Er hält dem Werk ferner zugute, dass selbst bei 5000 Einträgen aufgrund des großen zu erfassenden Personenkreises keine Vollständigkeit zu erreichen war, moniert aber, dass die Gesichtspunkte, nach denen entschieden wurde, wer aufgenommen wurde, klarer aufgezeigt hätten werden sollen.
In den Politischen Studien gestand Klaus Reckling Stockhorst und seinem Verleger zu, dass sie ihrem Anliegen, „weder diffamieren noch verherrlichen“ zu wollen, zwar treu geblieben seien, sieht den Nutzwert der einzelnen Einträge durch ihre Knappheit jedoch als stark beeinträchtigt an. Zahlreiche Personen seien mit spärlichen Daten aufgenommen, Persönlichkeiten so bruchstückhaft verzeichnet, so dass man sich frage, „wem mit diesem Buch wirklich ein ‚Beitrag zur Zeitgeschichte‘ geliefert wird, der ihm weiterhilft.“
Der US-Historiker Dietrich Orlow wertete Stockhorsts Werk in seinem Buch The Nazi Party 1919–1945. A Complete History von 1969 als „die bei weitem vollständigste“ damals vorliegende „Kompilation biographischer Daten zum Personal des Nazismus“ („by far the most complete compilation of biographical data on Nazi personnel“).
Hans Jürgen Rieckenberg meinte in der Archivalischen Zeitschrift 1970, dass das Werk trotz einiger Mängel seiner Aufgabe als eine erste Informationsquelle gerecht werde. Er kritisierte, dass die Einträge gemessen an der Bedeutung der Person oft zu knapp ausgefallen seien, und bedauerte, dass die Zeit nach 1945 nicht mehr berücksichtigt werde. Die Uneinheitlichkeit der Darstellung schreibt er durch die Quellenlage bedingten Zufälligkeiten zu.
Martin Moll bezeichnete 1992 in den Historischen Mitteilungen der Ranke-Gesellschaft das Nachschlagewerk als „veraltet“.
Joachim Lilla, der sich für seine Studie Statisten in Uniform über die Reichstagsabgeordneten der NS-Zeit auf Stockhorsts Buch stützte, bewertete es 2004 als den „bislang umfassendste[n] und ehrgeizigste[n] Versuch“ einer Arbeit, in der man sich „quasi reichsweit“ über die Viten wichtiger Persönlichkeiten, nicht nur der allerersten Reihe der NS-Zeit, informieren könne. Er sieht Stockhorsts Buch aber als kaum befriedigend an, was sich aus der vergleichsweise schmalen Quellenlage, die dieser benutze, ergebe. Diese könne, zumal es sich nur um veröffentlichte Materialien handele, allenfalls Ausgangspunkt, nicht aber die alleinige Grundlage einer solchen Veröffentlichung sein.

## Ausgaben
- Erich Stockhorst: Fünftausend Köpfe. Wer war was im Dritten Reich. blick + bild Verlag S. Kappe KG, Velbert / Kettwig 1967, Erstausgabe, DNB 458250953; Nachdruck dieser Ausgabe als 2. Aufl. Arndt, Kiel 1985 ISBN 3-88741-116-1. Weitere Nachdrucke 1998, 2000